# امیرحسین توخته
امیرحسین توخته (زادهٔ ۲۰ فروردین ۱۳۸۰) بازیکن والیبال اهل ایران است . وی عضو تیم ملی والیبال ایران و باشگاه والیبال شهرداری ارومیه است. وی در مسابقات والیبال قهرمانی زیر ۲۱ سال مردان جهان ۲۰۱۹ در بحرین به همراه تیم ملی والیبال جوانان ایران به مقام قهرمانی جهان رسید.
توخته والیبال خود را از باشگاه مقاومت ارومیه آغاز کرده و پس از ۵ سال فراگیری والیبال در این باشگاه به تیم شمس تهران پیوست.

## دوران باشگاهی
وی سابقه بازی در تیم های شمس تهران ، سایپا تهران ، ای‌سی‌اچ والی ، هراز آمل و چادرملو اردکان را دارد.

## لینک به بیرون
- امیرحسین توخته در اینستاگرام